# クリスマスピラミッド

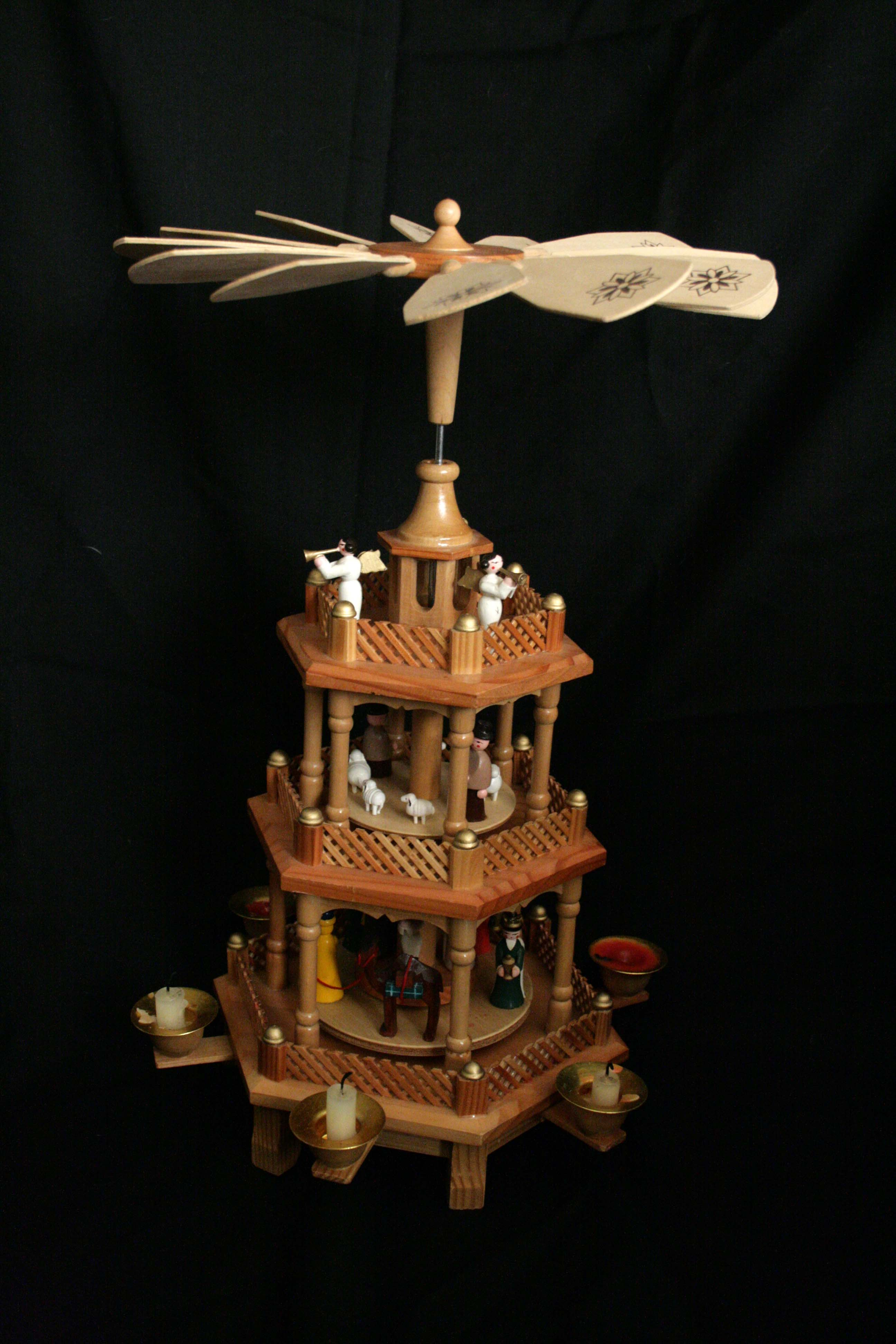
標準的な大きさのクリスマスピラミッド

クリスマスピラミッドは、クリスマスのデコレーションの一種である。
ドイツのエルツ山地の民俗と文化に根付いた存在であるクリスマスピラミッドは、時代を下るにつれて世界中に普及した。
クリスマスピラミッドの外枠はその名の通りピラミッド状をしており、ろうそく立てとしての役割を持つ。中央にはメリーゴーランド状の部品がついており、ろうそくに火がともされると、温かい空気によって、その部品の先端についた回転部が回る仕組みとなっている。メリーゴーランド状の部品は、降誕場面を模したものや、天使や賢者といったキリスト教に関連するものや、森など様々なデザインをしている。

## 特徴
クリスマスピラミッドは、クリスマスツリーの祖先とされている。
このピラミッドはクリスマスに限った存在ではなく、かつてエルツ山地には、夏至に花輪などで飾られたピラミッドや"St. John's Tree"の周りで踊るという風習が存在した。
形もピラミッドそのものを模したというわけでもなく、数段重ねのメリーゴーランドや、天使や降誕場面といったキリスト教に関連する小物がつけられたり、山人や森林といったエルツ山地の日常を模した小物が取り付けられた。
ろうそくの熱が上にいくことにより、クリスマスピラミッドのプロペラが回転する仕組みとなっている。
ドイツのクリスマスピラミッドは、長い棒に4～8段の層が重なる仕組みとなっており、ろうそくの載った層の中央には、中央の長いポールが軸として貫通している。
ドライブシャフト（回転軸）はガラスや陶器のサポート部の中にあり、最低一つ以上の階層にとりつけられており、各階層には木製の人形が取り付けられている。
クリスマスピラミッドには様々なデザインがあり、勾配屋根のついたミニチュアの家を模したものから、人形を乗せるための層がたくさんある大型のものまである。
エルツ山地周辺にある多くの町ではクリスマスマーケットの際に大型のクリスマスピラミッドが用意されている他、それ以外の場所でもクリスマスの人混みと結びつけられることが多い。
多くのクリスマスピラミッドはキリストの生誕をあらわしている。この様子をあらわす人形類は一番長い台をもつピラミッドの底部に着けられ、頂上には松かさや星が飾られる。

## 歴史

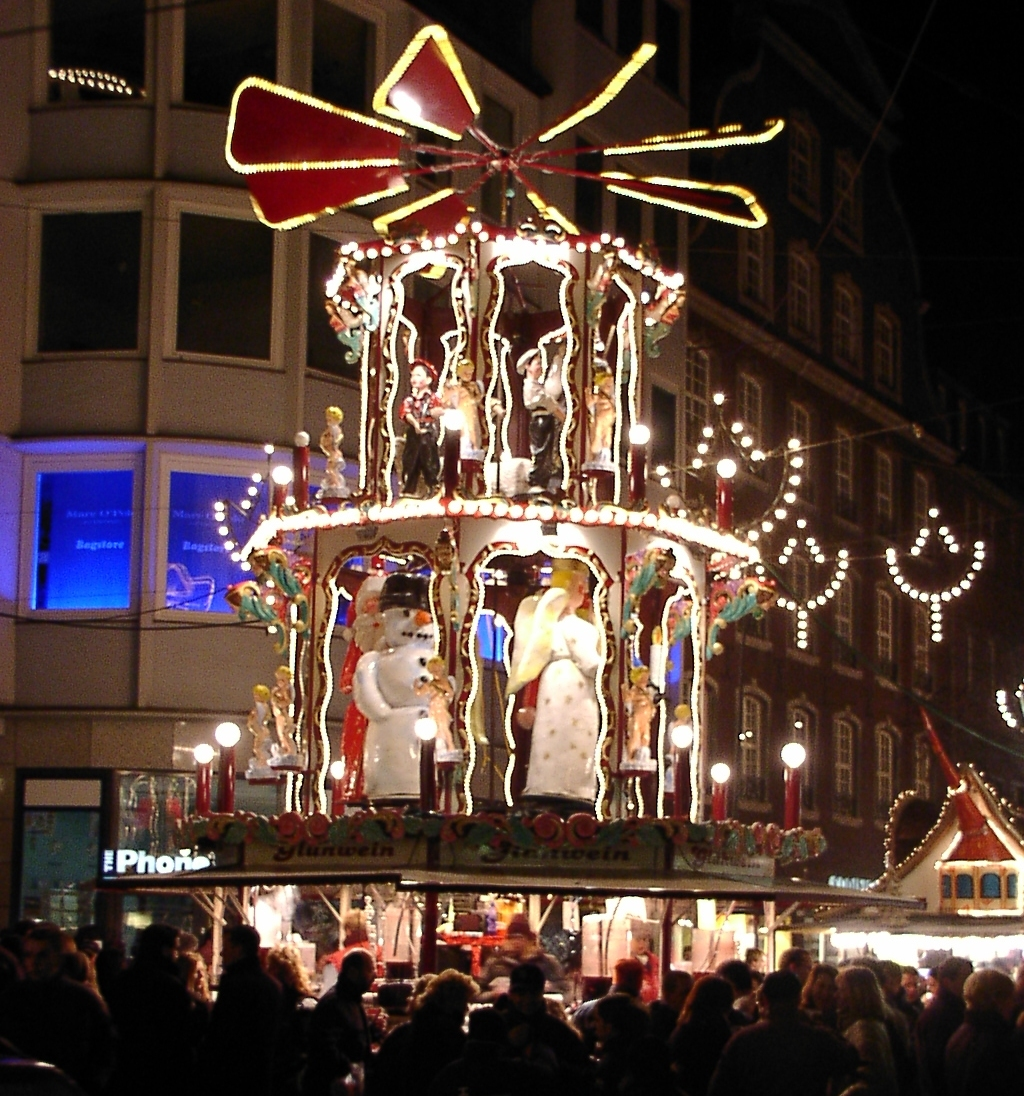
デュッセルドルフのクリスマスマーケットにおける、巨大クリスマスピラミッド

もともとドイツにおいて、クリスマスピラミッドは家の天井から吊り下げる形で使用されていた。

1700年代にドイツからアメリカへ渡った移民たちにより、この風習はヨーロッパのほかの国へと広がり、特にイタリアとイングランドで普及した。
中世のヨーロッパの南西部では、暗く寒い冬でも明るく過ごせるよう、ツゲをはじめとする常緑樹の枝を家の中に飾る風習があった一方、ヨーロッパの北東部では、同じ目的でろうそくが飾られていた。
これら2つの風習が合わさり、クリスマスピラミッドの原型となるものが誕生した。
18世紀、クリスマスピラミッドの祖先にあたるLichtergestelle（英： light stand）が流行した。

このLichtergestelleは、4つのポールに常緑樹の枝を取り付けたものであり、上部にろうそくを置いて光らせる構造となっている。
大都市ではクリスマスツリーがLichtergestelleに取って代わった。一方、山間部では木に光りものをつけて飾るという習慣は一般的ではなく、エルツ山地でよく見られた絞盤を使ったものが用いられた。

その結果、現代のクリスマスピラミッドに似た、回転式のピラミッド型の装置が出来上がった。
クリスマスピラミッドという呼称は、18世紀末のエジプト・シリア戦役により、ピラミッドのイメージがヨーロッパ、ひいてはエルツ山地にもたらされ、彼らがクリスマスに飾っていたものがピラミッドに似ていたことに由来する。

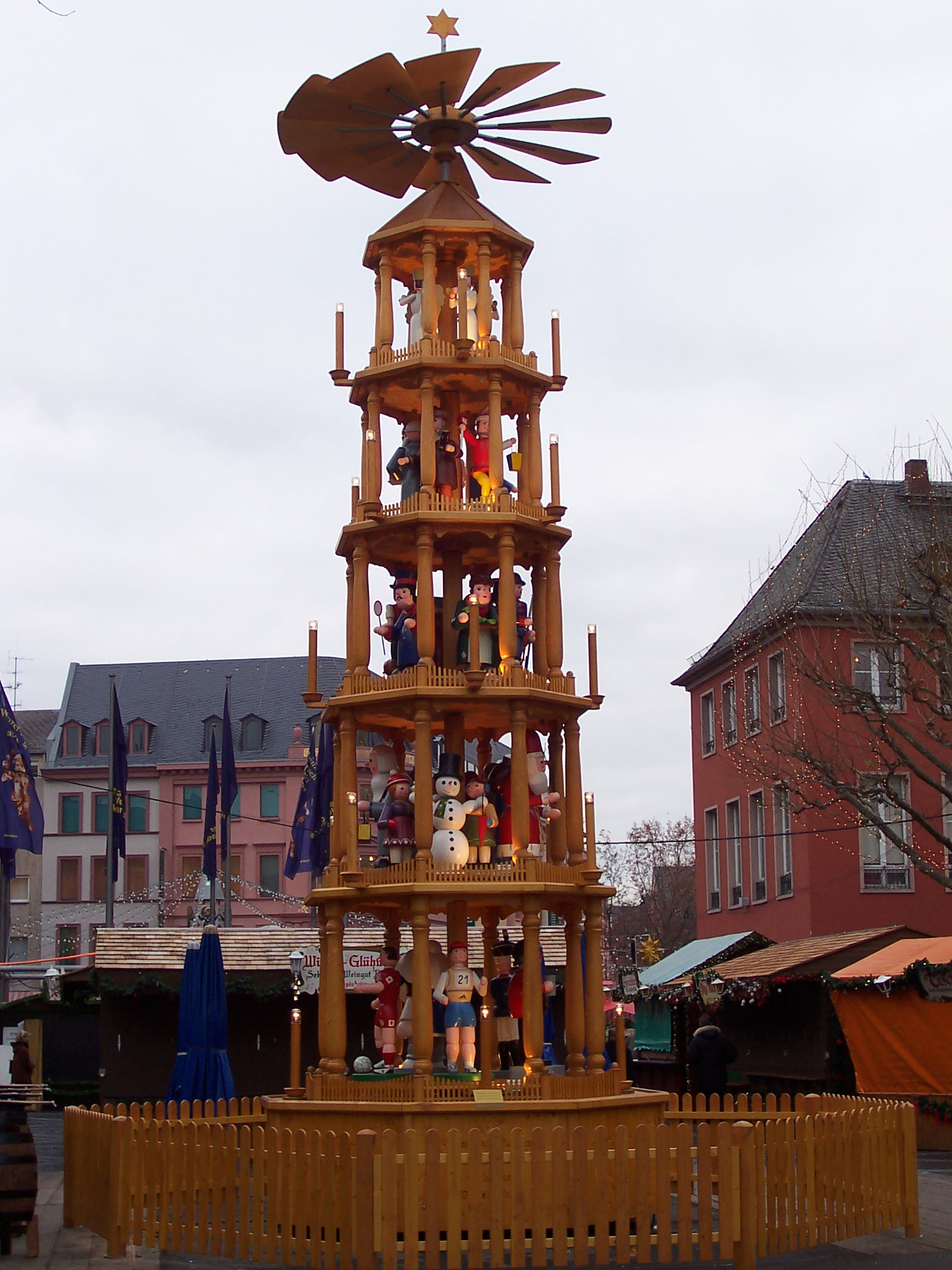
マインツのクリスマスマーケットで展示されているクリスマスピラミッド

最初はろうそくや菜種油が使用されていたが、1830年代にこれらの燃料より安価な灯油の普及により、より安価なクリスマスピラミッドの製造が可能となった。
その結果、クリスマスピラミッドがドイツの他の地域やアメリカの多くの地域にも広まり、様々な大きさやデザインのクリスマスピラミッドが作られるようになった。
日本では、2015年に日比谷公園で開かれた東京クリスマスマーケット2015にて初めて大型のクリスマスピラミッドが公開された。